# Aldo Ciorba
Aldo Ciorba (Roma, 7 febbraio 1933 – Roma, 20 gennaio 2011) è stato un tecnico del suono e rumorista italiano.
Ha collaborato, tra gli altri, con: Federico Fellini, Vittorio De Sica, Roberto Rossellini e Ermanno Olmi.

## Filmografia parziale
- Nel gorgo del peccato, regia di Vittorio Cottafavi (1954)
- Faustina, regia di Luigi Magni (1968)
- Diario di una schizofrenica, regia di Nelo Risi (1968)
- Il giardino dei Finzi Contini, regia di Vittorio De Sica (1970)
- Roma, regia di Federico Fellini (1972)
- L'ultimo uomo di Sara, regia di Maria Virginia Onorato (1972)
- Storia di karatè, pugni e fagioli, regia di Tonino Ricci (1973)
- Anna, quel particolare piacere, regia di Giuliano Carnimeo (1973)
- Sette ore di violenza per una soluzione imprevista, regia di Michele Massimo Tarantini (1973)
- Mi chiamavano Requiescat... ma avevano sbagliato, regia di Mario Bianchi (1973)
- Travolti da un insolito destino nell'azzurro mare d'agosto, regia di Lina Wertmüller (1974)
- Il lupo dei mari, regia di Giuseppe Vari (1975)
- Il sergente Rompiglioni diventa... caporale, regia di Mariano Laurenti (1975)
- Il giustiziere sfida la città, regia di Umberto Lenzi (1975)
- Son tornate a fiorire le rose, regia di Vittorio Sindoni (1975)
- 40 gradi all'ombra del lenzuolo, regia di Sergio Martino (1976)
- Perdutamente tuo... mi firmo Macaluso Carmelo fu Giuseppe, regia di Vittorio Sindoni (1976)
- Che notte quella notte!, regia di Ghigo De Chiara (1977)
- L'albero degli zoccoli, regia di Ermanno Olmi (1978)
- L'immoralità, regia di Massimo Pirri (1978)
- La stazione, regia di Sergio Rubini (1990)
- Pensavo fosse amore... invece era un calesse, regia di Massimo Troisi (1991)
- La vita è bella, regia di Roberto Benigni (1997)
- Certi bambini, regia di Andrea e Antonio Frazzi (2004)